# Pontiothauma abyssicola
Pontiothauma abyssicola é uma espécie de gastrópode do gênero Pontiothauma, pertencente a família Raphitomidae.